# Giovanni Spinola
Giovanni Spinola   (Gravedona, 31 de juliol de 1935 - Gravedona ed Uniti, 19 d'octubre de 2020) fou un remer italià que va competir com a timoner durant la dècada de 1960.
El 1964 va prendre part en els Jocs Olímpics d'Estiu als Jocs de Tòquio, on guanyà la medalla de plata en la prova del quatre amb timoner del programa de rem. Formà equip amb Renato Bosatta, Giuseppe Galante, Emilio Trivini i Franco De Pedrina. En el seu palmarès també destaca una medalla de bronze al Campionat d'Europa de rem de 1964.